# بطولة العالم لسباقات فورمولا 1 موسم 1958
بطولة العالم لسباقات فورمولا 1 موسم 1958 عقدت في سنة 1958 م، وفاز بها مايك هاوثورن (بالإنجليزية: Mike Hawthorn)‏ من فريق فيراري (بالإنجليزية: Ferrari)‏ بسيارته الفيراري. مايك هاوثورن الذي بدأ السباق في الخط رقم 4 حصل على أفضل توقيت في الجولة 5 من السباق في أسرع لفة له. هذا السائق في المجموع حصد 42 نقطة.

## الوصلات الخارجية
- الموقع الرسمي للفورمولا 1